# Жданов, Арнольд Григорьевич
Арнольд Григорьевич Жданов (настоящие имя и отчество — Ирик Гатиятулович; 20 октября 1934 — 7 августа 2022) — тренер-преподаватель по боксу, почетный гражданин города Оренбурга.

## Биография
Родился 20 октября 1934 года.
В возрасте 14 лет стал заниматься боксом. После армейской службы стал работать тренером — его учениками были посетители спортивной школы молодёжи. В 1959 году стал выпускником Омского института физической культуры и защитил звание мастера спорта.
В 1961 году он начал работать тренером-преподавателем в Оренбургской областной организации общественно-государственного объединения «Всероссийское физкультурно-спортивное общество „Динамо“». Жданов проработал тренером около 50 лет, воспитал чемпионов России Владимира Бадашина и Владимира Канюкова, серебряного призёра первенства мира и победителя первенства России Святослава Варанкина. Принимал участие в подготовке мастера спорта по боксу и кикбоксингу Валерия Дзюбы, мастера спорта по борьбе самбо Самата Абдрахманова, мастера спорта по боксу Максима Грузинова, мастера спорта Николая Осипова, призёра первенства СССР Валентина Рыбина, Рената Сартланова, Владимира Фрэзе, Сергея Сычёва.
Окончил курсы тренеров высшей школы спортивного мастерства в Москве. Обучался у известных тренеров — Булычёва, Михайлова, Кусекяна.
С 1975 по 1989 год Жданов работал старшим тренером по приглашению центрального совета общества «Динамо» и занимался подготовкой команд к первенствам СССР и соревнованиям международного уровня. Среди его учеников — 100 кандидатов в мастера спорта по боксу и 30 мастеров спорта. Занимался тренировкой сотрудников правоохранительных органов.
Награждён медалью ордена «За заслуги перед Отечеством» II степени Указом Президента Российской Федерации № 887 от 13.06.1996 года о награждении государственными наградами Российской Федерации.
С 2011 года в Оренбурге стал проводиться Всероссийский турнир по боксу на призы Арнольда Григорьевича Жданова.
В 2015 году Жданову было присвоено звание «Почетного гражданина» Оренбурга.
Скончался 7 августа 2022 года. Похоронен на кладбищенском комплексе «Степной».

## Награды и звания
- Медаль ордена «За заслуги перед Отечеством» II степени
- Знак «Отличник физической культуры и спорта»
- Медаль «Ветеран Динамо»
- Медаль «За заслуги перед Оренбургом» II степени
- Звание «Заслуженный работник физической культуры и спорта города Оренбург»
- Звание Центрального Совета Общества «Динамо»[3]